# اودانا (ویسکانسین)
اودانا (به انگلیسی: Odanah) یک منطقهٔ مسکونی در ایالات متحده آمریکا است که در Sanborn واقع شده‌است. اودانا ۱۳ نفر جمعیت دارد و ۱۸۶ متر بالاتر از سطح دریا واقع شده‌است.